# Devara Marikunte, Challakere
Devara Marikunte là một làng thuộc tehsil Challakere, huyện Chitradurga, bang Karnataka, Ấn Độ.